# Koilesyrien

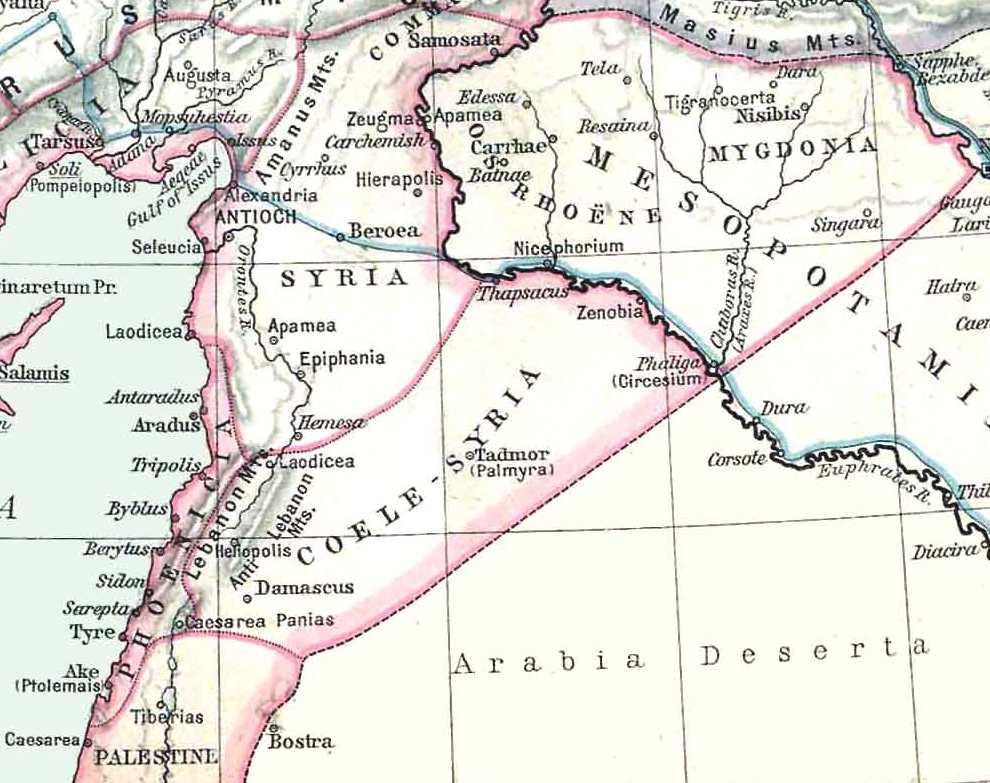
Ausschnitt aus der Karte Kleinasiens in der Antike, von William Robert Shepherd, 1923

Als Koilesyrien oder Koile-Syrien (altgriechisch Κοίλη Συρία, lateinisch Coele Syria, auch Syria Coele, davon früher im Deutschen auch Kölesyrien, Zölesyrien oder Cölesyrien) wird eine antike Landschaft bezeichnet. Der griechische Name bedeutet „hohles Syrien“ und ist vielleicht eine volksetymologische Umformung des aramäischen kol surija („ganz Syrien“).

## Geographische Definition
Der geographische Raum, auf den sich die Bezeichnung „Koilesyrien“ bezog, lag nicht eindeutig fest. Es konnte damit die Landschaft zwischen dem Libanon und dem Anti-Libanon, die vom Orontes durchströmt wird (heute Bekaa-Ebene), bezeichnet werden. Seit der Diadochenzeit (323 v Chr.) wurde der Name „Koilesyrien“ auf das ganze südliche Syrien, teilweise unter Einschluss von Palaestina und Phönizien, ausgedehnt, das lange zwischen Ptolemäern und Seleukiden umstritten war. Die Provinz Koilesyrien ging den Seleukiden im Verlauf des Makkabäeraufstandes ab 165 v. Chr. schrittweise verloren. Auf ihrem Gebiet bildete sich das judäische Königreich der Hasmonäer.

## Römische Provinz
Unter dem römischen Kaiser Septimius Severus entstand 194 n. Chr. eine Provinz Syria Coele, die den nördlichen Teil der bisherigen Provinz Syria umfasste.

## Hellenistische Statthalter von Koilesyrien
- Theodotos, Sohn des Antibolos (amtierte unter Ptolemaios IV. seit 221 v. Chr., lief 219 v. Chr. zu Antiochos III. über)
- Andromachos (nach der Schlacht von Raphia 217 v. Chr. von Ptolemaios IV. eingesetzt)
- Thraseas, Sohn des Aetos (amtierte unter Ptolemaios IV. von 217 bis spätestens 204 v. Chr.)
- Ptolemaios, Sohn des Thraseas (amtierte spätestens ab 204 v. Chr. unter Ptolemaios V., lief 202 v. Chr. zu den Seleukiden über)
- Apollonios, Sohn des Thraseas (amtierte unter Seleukos IV.)
- Apollonios, Sohn des Menestheos (amtierte unter Seleukos IV. und Antiochos IV. bis kurz nach 170 v. Chr.)
- Ptolemaios, Sohn des Dorymenes (amtierte unter Antiochos IV. und wurde 165 v. Chr. abgesetzt)
- Ptolemaios Makron (beging 163 v. Chr. Suizid)